# Gerersdorf-Sulz
Gerersdorf-Sulz est une commune autrichienne du district de Güssing dans le Burgenland.